# District de Kitakoma
 (septembre 2024).
La mise en forme du texte ne suit pas les recommandations de Wikipédia : il faut le « wikifier ».
Les points d'amélioration suivants sont les cas les plus fréquents. Le détail des points à revoir est peut-être précisé sur la page de discussion.
- Les titres sont pré-formatés par le logiciel. Ils ne sont ni en capitales, ni en gras.
- Le texte ne doit pas être écrit en capitales (les noms de famille non plus), ni en gras, ni en italique, ni en « petit »…
- Le gras n'est utilisé que pour surligner le titre de l'article dans l'introduction, une seule fois.
- L'italique est rarement utilisé : mots en langue étrangère, titres d'œuvres, noms de bateaux, etc.
- Les citations ne sont pas en italique mais en corps de texte normal. Elles sont entourées par des guillemets français : « et ».
- Les listes à puces sont à éviter, des paragraphes rédigés étant largement préférés. Les tableaux sont à réserver à la présentation de données structurées (résultats, etc.).
- Les appels de note de bas de page (petits chiffres en exposant, introduits par l'outil «  Source ») sont à placer entre la fin de phrase et le point final[comme ça].
- Les liens internes (vers d'autres articles de Wikipédia) sont à choisir avec parcimonie. Créez des liens vers des articles approfondissant le sujet. Les termes génériques sans rapport avec le sujet sont à éviter, ainsi que les répétitions de liens vers un même terme.
- Les liens externes sont à placer uniquement dans une section « Liens externes », à la fin de l'article. Ces liens sont à choisir avec parcimonie suivant les règles définies. Si un lien sert de source à l'article, son insertion dans le texte est à faire par les notes de bas de page.
- La présentation des références doit suivre les conventions bibliographiques. Il est recommandé d'utiliser les modèles {{Ouvrage}}, {{Chapitre}}, {{Article}}, {{Lien web}} et/ou {{Bibliographie}}. Le mode d'édition visuel peut mettre en forme automatiquement les références.
- Insérer une infobox (cadre d'informations à droite) n'est pas obligatoire pour parachever la mise en page.

Pour une aide détaillée, merci de consulter Aide:Wikification.
Si vous pensez que ces points ont été résolus, vous pouvez retirer ce bandeau et améliorer la mise en forme d'un autre article.
Le district de Kitakoma (北巨摩郡, Kitakoma-gun) est un ancien district de la préfecture de Yamanashi, au Japon. Créé le 19 décembre 1878 à partir de l'ancien district de Koma (ja), il disparaît le 15 mars 2006 lors que sa dernière municipalité, le bourg de Kobuchisawa (ja) est absorbé par la ville de Hokuto.

## Géographie

### Topographie

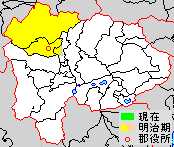
Étendue du district de Kitakoma sur une carte de la préfecture de Yamanashi dans ses tracés du 5 avril 2012.

Le district de Kitakoma est situé dans le nord-ouest de la préfecture de Yamanashi. Au nord, les monts Yatsugatake clivent le district, tandis qu'à l'ouest se trouvent d'autres montagnes tels le mont Kaikoma, à des altitudes de plus de 3 000 mètres. En 1995, le district occupe une superficie de 621,75 kilomètres carrés.
Il correspond maintenant aux villes de Hokuto, de Nirasaki et de Kai.

### Districts limitrophes
À sa création le 19 décembre 1878, le district de Kitakoma est bordé à l'ouest et au nord par la préfecture de Nagano, puis au sud et à l'est par le district de Nakakoma (中巨摩郡). Le 4 janvier 1879, la préfecture de Nagano est sectionnée en districts, et entourent donc le district de Kitakoma les nouveaux districts de Kamiina (上伊那郡) à l'ouest, de Suwa (諏訪郡) au nord-ouest, et de Minamisaku (南佐久郡) au nord,. Le 17 octobre 1954, la ville de Kōfu absorbe deux villages du district de Nakakoma et devient voisine du district de Kitakoma à l'est. Le 1er août 1958, Chino est promu au rang de ville, quitte le district de Suwa et devient donc voisin du district de Kitakoma par un quadripoint. Le 1er avril 2003, la nouvelle ville de Minami-Alps est détachée du district de Nakakoma et borde donc le district de Kitakoma au sud-ouest. Le 1er septembre 2004, après la création de la ville de Kai à partir du district de Nakakoma, ce dernier n'est plus voisin du district de Kitakoma. Après la création de la ville de Hokuto le 11 septembre 2004, le district de Kitakoma ne borde plus que la ville de Hokuto et la ville de Nagano et le district de Suwa,.
De 1954 à 1995, le district possède une exclave, le bourg de Futaba, séparé par la ville de Nirasaki (anciennement partie du district).

## Histoire

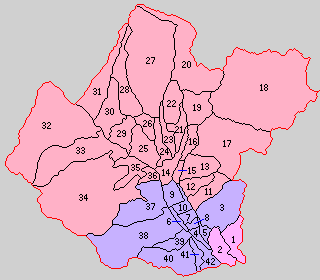
Carte des municipalités du district de Kitakoma à sa création.

Le 19 décembre 1878, la nouvelle loi municipale (ja) sépare le comté (ou district) de Koma (ja) en trois districts, ceux de Kitakoma (« Koma nord »), de Nakakoma (« Koma centre ») et de Minamikoma (« Koma sud ») ; Kitakoma a son siège de district au village de Kawarabe (ja),. Il est alors composé des 44 villages suivants (numéros correspondant à ceux sur la carte) : 
- (26) Akita (ja) (秋田村)
- (9) Anayama (ja) (穴山村)
- (13) Asagami (ja) (朝神村)
- (40) Asahi (ja) (旭村)
- (23) Atsumi (ja) (熱見村)
- (21) Atsuna (ja) (安都那村)
- (22) Atsutama (ja) (安都玉村)
- (17) Egusa (ja) (江草村)
- (8) Gejō (ja) (下条村)
- (16) Higashimuki (東向村)
- (25) Hinoharu (ja) (日野春村)
- (32) Hōrai (ja) (鳳来村)
- (3) Hosaka (ja) (穂坂村)
- (15) Hotari (ja) (穂足村)
- (24) Kabuto (ja) (甲村)
- (39) Kamiyama (ja) (神山村)
- (4) Kawarabe (ja) (河原部村)
- (29) Kiyoharu (ja) (清春村)
- (20) Kiyosato (清里村)
- (31) Kobuchizawa (ja) (小淵沢村)
- (28) Koizumi (ja) (小泉村)
- (34) Komagi (ja) (駒城村)
- (7) Komai (ja) (駒井村)
- (37) Maruno (ja) (円野村)
- (18) Masutomi (ja) (増富村)
- (10) Nakada (ja) (中田村)
- (11) Ogasawara (ja) (小笠原村)
- (27) Ōizumi (大泉村)
- (41) Ōkusa (ja) (大草村)
- (3) (11) Sannokura (三之蔵村)
- (5) Sarashina (ja) (更科村)
- (38) Seitetsu (ja) (清哲村)
- (30) Shinoo (ja) (篠尾村)
- (35) Shintomi (ja) (新富村)
- (2) Shiozaki (ja) (塩崎村)
- (33) Sugawara (ja) (菅原村)
- (36) Takesato (ja) (武里村)
- (42) Tatsuoka (ja) (竜岡村)
- (1) Tomi (ja) (登美村)
- (14) (16) Toyoda (豊田村)
- (19) Tsugane (ja) (津金村)
- (6) Ubaishi (ja) (祖母石村)
- (12) Uede (ja) (上手村)
- (14) Wakamiko (ja) (若神子村)

Le 1er avril 1889, à l'adoption de la loi municipale moderne (ja), tous les villages sont recréés, à l'exception de deux d'entre eux. Toyoda est aboli et partagé entre les villages de Higashimuki, qui absorbe l'ōaza (ja) (section de village) de Kogoe (小倉) et adopte alors le nom Tama (ja) (多麻村), et de Wakamiko, qui absorbe l'ōaza d'Anadaira (穴平). Sannokura est partagé entre les villages de Hosaka et d'Ogasawara. Additionnellement, le secteur de Shōkō (松向) du village de Kiyoharu passe au village de Shinoo. Le 1er août 1891, avec la loi sur les districts (ja) (郡制), des assemblées de district ont maintenant lieu dans le district de Kitakoma, qui se dote aussi d'un préfet de district. Le 20 septembre 1892, Kawarabe est promu au rang de bourg et change de nom pour Nirasaki (韮崎町). Le 31 mars 1923, les assemblées de district sont abolies, suivi du siège de district le 30 juin 1926, et le district de Kitakoma ne devient plus qu'une division géographique. 
Le 1er avril 1933, les villages de Shintomi et de Takesato fusionnent pour former le village de Mukawa (武川村). Le 1er juillet 1937, Sarashina et Ubaishi sont intégrés dans le bourg de Nirasaki. Le 10 novembre 1940, Komai et Gejō fusionnent pour former le village de Fujii (ja) (藤井村). Durant les grandes fusions du Shōwa (昭和の大合併), qui dure de 1953 à 1959, le nombre de municipalités passe de 38 à 9. En 1954, les fusions sont les suivantes : 
- Le 31 mars, Kobuchizawa fusionne avec Shinoo et devient le bourg de Kobuchisawa (小淵沢町) ;
- Le 1er juin, Atsutama, Atsuna, Atsumi et Kabuto fusionnent pour créer le village de Takane (高根村) ;
- Le 10 octobre, Nirasaki fusionne avec Hosaka, Fujii, Seitetsu, Kamiyama, Ōkusa, Tatsuoka, Asahi, Nakada, Anayama et Maruno pour devenir la ville de Nirasaki (韮崎市), quittant ainsi le périmètre du district.

En 1955, les fusions sont les suivantes : 
- Le 20 janvier, Hinoharu, Akita et Kiyoharu fusionnent pour former le bourg de Nagasaka (長坂町) ;
- Le 1er mars, Uede, Ogasawara et Asagami fusionnent pour former le village d'Akeno (明野村) ;
- Le 5 mars, Shiozaki et Tomi fusionnent pour former le bourg de Futaba (双葉町) ;
- Le 30 mars, Koizumi est absorbé par Nagasaka ;
- Le 31 mars, Wakamiko, Hotari, Tama et Tsugane fusionnent pour créer le bourg de Sudama (須玉町) ;
- Le 1er juillet, Hōrai, Sugawara, l'ōaza de Yokote (横手) de Komagi et l'ōaza de Kataoroshi (片颪) de Nagasaka, fusionnent pour créer le bourg de Hakushū (白州町), tandis que le reste de Komagi, l'ōaza de Yanagisawa (柳沢), est intégré dans le village de Mukawa.

Le 30 septembre 1956, Kiyosato est intégré dans Takane, tandis qu'Egusa est intégré dans Sudama. Le 1er avril 1959, Masutomi est intégré dans Sudama. Le 1er octobre 1962, Takane est promu au rang de bourg.
Le 5 octobre 1990, Sudama change de nom pour « Sutama ». Durant les grandes fusions du Heisei (平成の大合併), de 1999 à 2006, les dernières municipalités du district de Kitakoma décident de fusionner. En 2004, les fusions sont les suivantes : 
- Le 1er septembre, Futaba fusionne avec les bourgs de Ryūō (竜王町) et de Shikishima (敷島町), tous deux du district voisin de Nakakoma, pour former la ville de Kai (甲斐市), quittant ainsi le périmètre du district[3] ;
- Le 1er novembre, Sutama, Nagasaka, Hakushū, Takane, Ōizumi, Mukawa et Akeno fusionnent pour former la ville de Hokuto (北杜市), quittant ainsi le périmètre du district[6].

La dernière municipalité du district, le bourg de Kobuchisawa, décide de finalement intégrer Hokuto le 15 mars 2006, dissolvant ainsi le district de Kitakoma.